# Ystum Cegid Isaf
 Das Passage Tomb von Ystum Cegid Isaf (auch „Coetan Arthur“ genannt) liegt südlich von Garndolbenmaen und nördlich von Criccieth auf der Lleyn-Halbinsel in Gwynedd in Wales. Nicht zu verwechseln mit Arthur’s Quoit und Carreg Coetan Arthur, beide in Pembrokeshire.

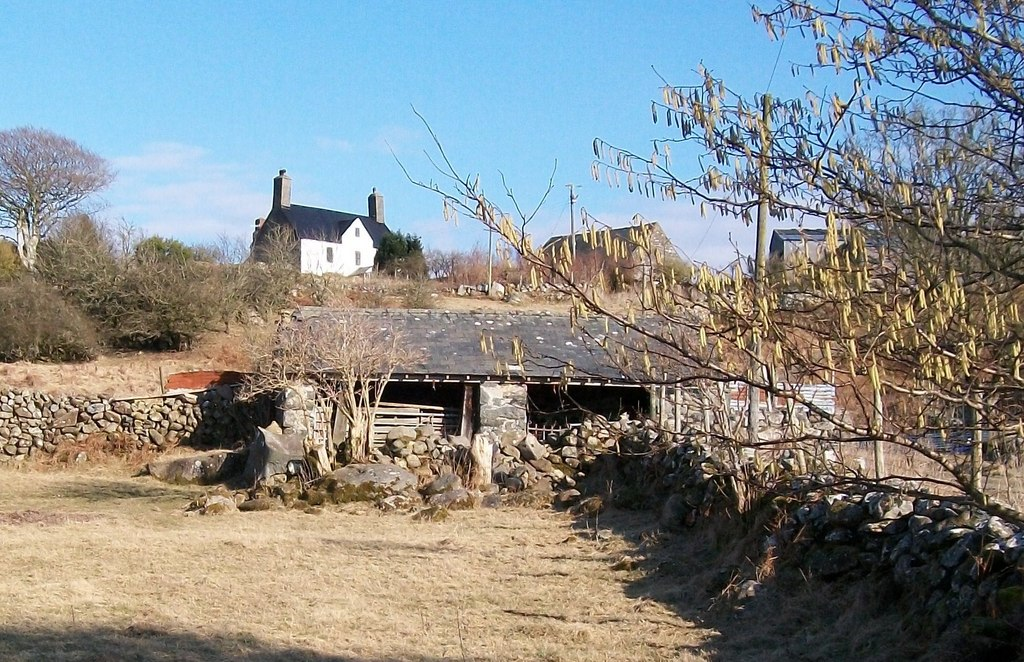
Ystum-cegid Farm

Ystum Cegid Isaf liegt integriert in einer Trockenmauer. Die einst von fünf Tragsteinen getragene trapezoide Deckenplatte der etwa 1,8 m hohen Kammer, misst etwa 4,5 × 3,3 m. Der Deckstein liegt auf den vier verbliebenen Tragsteinen. Ein gebrochener Stein in der Nähe scheint der fünfte Tragstein zu sein. Die Kammer wurde von Norden aus durch einen Gang erschlossen, von dem keine Steine erhalten sind.
1769, als das Monument von Joeph Farrington (1747–1821) gezeichnet wurde, lag über dem etwa 3,0 m langen Gang noch ein zweiter Deckstein.
Soweit man weiß, haben auf dem Gelände keine archäologischen Grabungen stattgefunden, aber der Fundort wurde bereits früh in einer Übersicht über antike Monumente verzeichnet. In jüngerer Zeit hat Francies Lynch einen Bericht über diese Daten erstellt, der in Archaeologia Cambrensis 1999 veröffentlicht wurde.